# ألدو ريبيلو
ألدو ريبيلو (من مواليد 23 فبراير 1956) هو سياسي برازيلي، وعضو في حزب سوليداريداد ونائب فيدرالي منتخب من قبل ولاية ساو باولو. شغل منصب رئيس مجلس النواب البرازيلي من 2005 إلى 2007.
مع الرئيس لويز إيناسيو لولا دا سيلفا في فنزويلا ونائب الرئيس خوسيه ألينكار الذي يخضع لفحوصات طبية في الولايات المتحدة، أصبح ريبيلو أول شيوعي يتولى مهام رئيس البرازيل بالإنابة في 12 نوفمبر 2006. وانقضت الفترة القصيرة التي قضاها في منصبه في اليوم التالي يوم عودة لولا.
كان المؤلف الرئيسي لمشروع مثير للجدل لتغيير قانون الغابات في البرازيل الذي تم تقديمه في الستينيات. تهدف هذه التغييرات التي ضغط عليها المزارعون البرازيليون إلى توسيع المناطق التي يمكن إزالتها بشكل قانوني. على الرغم من أن الرئيسة روسيف استخدمت حق النقض ضد بعض أجزاء من القانون الذي تمت صياغته تحت قيادة ريبيلو وتم إقراره أخيرًا في مايو 2012، إلا أن النقاد مثل الصندوق العالمي للطبيعة اعتبروا القانون كارثة لغابات الأمازون.
كان ريبيلو وزيرًا للرياضة من 27 أكتوبر 2011 حتى 1 يناير 2015. وكان وزيرًا للعلوم والتكنولوجيا والابتكار من 1 يناير 2015 إلى 1 أكتوبر 2015. شغل منصب وزير الدفاع في حكومة الرئيسة ديلما روسيف من 1 أكتوبر 2015 إلى 12 مايو 2016، عندما حل محله القائم بأعمال الرئيس ميشال تامر. ترك الحزب الشيوعي في أغسطس، لكنه انضم بعد ذلك إلى الحزب الاشتراكي البرازيلي في سبتمبر. أحد مشجعي كرة القدم هو مشجع معروف لبالميراس.